# دشت ارژن (شیراز)
دَشتِ اَرژَن، روستایی از توابع بخش ارژن شهرستان شیراز در استان فارس ایران است.

## جمعیت
این روستا در دهستان دشت ارژن قرار دارد و براساس سرشماری مرکز آمار ایران در سال ۱۳۹۵، جمعیت آن ۲٬۳۴۰ نفر (۶۹۳ خانوار) بوده‌است.

## زبان
مردم این منطقه به زبان کوهمره‌ای صحبت می‌کنند 